# Grande Prêmio do Barém de 2017
Grande Prêmio do Barém de 2017 (formalmente denominado 2017 Formula 1 Gulf Air Bahrain Grand Prix) foi a terceira etapa da temporada de 2017 da Fórmula 1. Disputada em 16 de abril de 2017 no Circuito Internacional do Barém, Sakhir, Barém, foi vencida pelo alemão Sebastian Vettel. Completam o pódio o inglês Lewis Hamilton e o finlandês Valtteri Bottas.

## Relatório

### Antecedentes
Retorno de Wehrlein
Após ficar fora das duas primeiras etapas de 2017, Pascal Wehrlein estreia pela Sauber no GP do Barém. O futuro do alemão chegou até a ser alvo de rumores no paddock depois de ter ficado fora das duas primeiras etapas por conta de uma lesão na vértebra do pescoço. Mas o pupilo da Mercedes finalmente vai fazer sua primeira corrida no ano.
O jovem alemão, que ficou fora das duas primeiras etapas do campeonato por motivo de uma séria lesão em uma vértebra do pescoço, foi substituído por Antonio Giovinazzi na Austrália e na China. Mas a Sauber confirmou nesta terça-feira (11) seu retorno para o fim de semana do GP do Barém, neste fim de semana.
O drama do piloto de 22 anos começou no fim de janeiro, quando Wehrlein participou de uma prova da chamada Copa das Nações representando a Alemanha na Corrida dos Campeões. O piloto se envolveu em um forte acidente com Felipe Massa e bateu. As primeiras notícias não indicaram que Pascal tivesse se lesionado com gravidade, mas a ausência da primeira sessão de testes de pré-temporada, entre 27 de fevereiro e 2 de março foi um sinal de alerta.
Contudo, depois de chegar à Austrália e participar dos dois primeiros treinos livres do fim de semana em Melbourne, Wehrlein não se considerou apto a correr em razão de uma lesão nas costas. O germânico foi novamente substituído por Giovinazzi que, mesmo com as limitações do carro da Sauber, que é empurrado pela versão 2016 do motor Ferrari, foi bem e terminou em 12º. Sem tempo para se recuperar, Werhlein também perdeu a etapa da China, tendo Giovinazzi como seu substituto.
Mas a boa impressão deixada por Giovinazzi em Melbourne caiu por terra duas semanas depois. Em Xangai, palco do GP da China, o italiano bateu duas vezes no mesmo ponto, na entrada da reta dos boxes. A primeira foi no sábado, durante o treino classificatório, e a segunda no início da corrida, dando muito trabalho à Sauber. Mas Antonio estava de stand-by caso Wehrlein não pudesse correr no fim de semana em Xangai.
Alonso nas 500 Milhas de Indianápolis
Fernando Alonso abre mão do Grande Prêmio de Mônaco para disputar as 500 Milhas de Indianápolis. As corridas lendárias (Grande Prêmio de Mônaco e 500 Milhas de Indianápolis) serão realizadas no mesmo dia, em 28 de maio. Com o aval da McLaren, espanhol disputará prova pela equipe Andretti, que também usa motores Honda e Jenson Button pode ser substituto.
Mas calma, o piloto não brigou com a McLaren nem rescindiu seu contrato. Pelo contrário, o espanhol tem total aval da equipe que, inclusive, estampará seu nome e cores no carro da Andretti, time da Indy que tem, como a equipe de Woking, a Honda como fornecedora de motores. Assim, exclusivamente para a prova lendária, a equipe se chamará McLaren-Honda-Andretti. O time britânico ainda não divulgou quem será o substituto do piloto espanhol, mas é provável que seja Jenson Button, que deu lugar a Stoffel Vandoorne em 2017 para a vaga de titular, mas que continua com seu contrato ativo e trabalhando como embaixador da marca.
As 500 Milhas de Indianápolis é uma das provas mais famosas do automobilismo, que tem no mesmo patamar apenas as 24 Horas de Le Mans e o GP de Mônaco (que Alonso venceu em duas oportunidades, uma delas em 2007 com a McLaren). É óbvio que vai fazer falta não poder correr em Mônaco neste ano, mas será a única corrida que perderei. Estarei de volta para o GP do Canadá - explicou.
Alonso não esconde o desejo de vencer a Tríplice Coroa das pistas, formada pelas três provas mais importantes do automobilismo: GP de Mônaco, 500 Milhas e 24 Horas de Le Mans. O espanhol vai atrás do feito realizado por apenas um homem na história: Graham Hill. Apesar de faltar um longo caminho para igualar Hill, Alonso pode repetir o feito de outros dois ex-pilotos de F1, que foram campeões da categoria e também venceram as 500 Milhas: Jim Clark e Emerson Fittipaldi.
O Retorno de Jenson Button
A McLaren já escolheu o substituto de Fernando Alonso no GP de Mônaco de 2017, já que o espanhol decidiu, em conjunto com a equipe, participar das 500 Milhas de Indianápolis, prova realizada no mesmo dia da corrida nas ruas do principado. O piloto é um velho conhecido dos fãs da Fórmula 1 e da própria escuderia: Jenson Button. A escolha não chega a ser uma novidade, já que o campeão de 2009 continua sob contrato com o time de Woking, mas trabalhando como embaixador da marca ao redor do mundo. A equipe divulgou a informação na manhã desta sexta-feira, através de um comunicado. O time também informou que o piloto espanhol retorna ao comando do MCL32 no GP do Canadá.
Button se aposentou ao final de 2016, na mesma leva em que Felipe Massa, mas assim como o brasileiro, retorna a F1 no ano seguinte, ainda que para uma prova. O britânico saiu de cena para dar lugar ao estreante Stoffel Vandoorne, mas sempre trabalhou nos bastidores para substituir Alonso caso o espanhol desistisse no meio da temporada por ter um carro fraco.

### Treino Classificatório
Q1
Recuperado da lesão que sofreu antes do início da temporada, Pascal Werhlein foi um dos primeiros a ir para a pista. E logo na sua primeira volta já foi mais rápido que o companheiro Marcus Ericsson. Alonso, mais uma vez, conseguiu levar o frágil carro da McLaren ao Q2. Enquanto o novato da Force India, Esteban Ocon, avançou ao Q2, o veterano Sergio Pérez acabou ficando no Q1. Sainz, que geralmente se classifica entre os dez primeiros, também foi eliminado no Q1, por pane seca. Hamilton foi o mais rápido, com Verstappen em segundo, seguido de Räikkönen e Vettel.
Eliminados: Carlos Sainz Jr. (Toro Rosso), Stoffel Vandoorne (McLaren), Sergio Pérez (Force India), Marcus Ericsson (Sauber) e Kevin Magnussen (Haas).
Q2
Hamilton (1m29s535) e Bottas (1m29s555) foram os primeiros a anotar volta rápida. Ambos baixaram os tempos para a casa de 1m29, separados por apenas 0s020. Com algum problema em sua McLaren, Fernando Alonso sequer saiu dos boxes, e terminou a sessão em 15º. A surpresa do Q2 ficaram por conta das Renaults, que avançaram ao Q3, com Hülkenberg em quinto e Palmer em sexto. Repetindo as boas classificações, Grosjean também seguiu para a disputa da pole.
Eliminados: Daniil Kvyat (Toro Rosso), Lance Stroll (Williams), Pascal Wehrlein (Sauber), Esteban Ocon (Force India), Fernando Alonso (McLaren).
Q3
De cara, Bottas anotou um ótimo tempo, com 1m28s844 e superou o recorde de tempo de pole no circuito do Barém. Mas Hamilton colocou ordem na casa e marcou 1m28s792 para subir ao topo. Mas no apagar das luzes, o finlandês fez 1m28s769 para anotar a sua primeira pole position da carreira. Quem também estragou a festa, desta vez a da Ferrari, foi Daniel Ricciardo, que se meteu entre Sebastian Vettel (3º) e Kimi Räikkönen (5º), e larga em quarto.

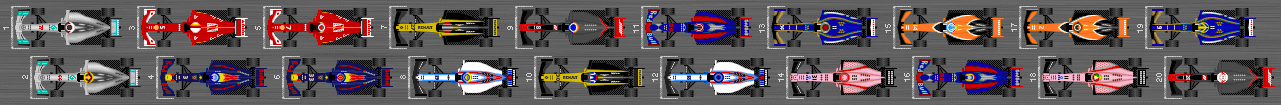
Grid de Largada

### Corrida
Bottas largou bem e manteve a ponta. Hamilton foi superado por Vettel e caiu para a terceira colocação. Felipe Massa também partiu muito bem e ganhou duas posições, pulando para sexto. Ricciardo foi outro que teve bom início de prova, caindo da quarta para a quinta colocação. Kimi Raikkonen também sofreu na largada, caindo duas colocações e ficando em sétimo.
Com problemas no freio, Verstappen passa direto na curva e acaba no muro, ainda na volta 12. Fim de prova para o holandês, que sai irritadíssimo do carro, chtuando a barreira de proteção.
Na volta seguinte, Stroll e Sainz batem e provocam o safety car, que faz todos os pilotos correrem para os boxes. Com a Mercedes entrando com os dois carros ao mesmo tempo, Hamilton tira o pé para dar tempo de o time realizar a troca de Bottas e se reorganizar para a sua troca. Ao diminuir, o piloto acaba atrapalhando Ricciardo e recebe punição de 5s.
Apesar de punido, Hamilton tem melhor ritmo que Bottas, e a Mercedes dá a ordem para que o finlandês deixe o companheiro passar, na esperança de que o britânico consiga alcançar Vettel.
Apesar de estar andando relativamente bem, mesmo com um carro pífio, Alonso precisou novamente abandonar a prova com problemas na McLaren.
Sem se intimidar com o britânico diminuindo o ritmo, Vettel confirma a boa fase dele e da Ferrari e vence a segunda no ano, com margem de 6s6 para o rival da Mercedes.

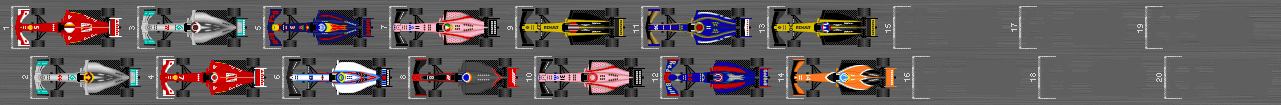
Resultado da corrida

## Pneus
| Nome do composto | Cor | Banda de rolamento | Condições de Tempo | Dry Type  | Aderência      | Longevidade   |
| ---------------- | --- | ------------------ | ------------------ | --------- | -------------- | ------------- |
| Super Macio      |     | Slick (P Zero)     | Seco               | Supersoft | Mais aderência | Menos durável |
| Macio            |     | Slick (P Zero)     | Seco               | Soft      | Médio          | Médio         |
| Medio            |     | Slick (P Zero)     | Seco               | Medium    | Médio          | Médio         |

## Resultados

### Treino Classificatório
| Pos.                     | Nº | Piloto            | Construtor           | Q1       | Q2       | Q3       | Grid |
| ------------------------ | -- | ----------------- | -------------------- | -------- | -------- | -------- | ---- |
| 1                        | 77 | Valtteri Bottas   | Mercedes             | 1:31.041 | 1:29.555 | 1:28.769 | 1    |
| 2                        | 44 | Lewis Hamilton    | Mercedes             | 1:30.814 | 1:29.535 | 1:28.792 | 2    |
| 3                        | 5  | Sebastian Vettel  | Ferrari              | 1:31.037 | 1:29.596 | 1:29.247 | 3    |
| 4                        | 3  | Daniel Ricciardo  | Red Bull-TAG Heuer   | 1:31.667 | 1:30.497 | 1:29.545 | 4    |
| 5                        | 7  | Kimi Räikkönen    | Ferrari              | 1:30.988 | 1:29.843 | 1:29.567 | 5    |
| 6                        | 33 | Max Verstappen    | Red Bull-TAG Heuer   | 1:30.904 | 1:30.307 | 1:29.687 | 6    |
| 7                        | 27 | Nico Hülkenberg   | Renault              | 1:31.057 | 1:30.169 | 1:29.842 | 7    |
| 8                        | 19 | Felipe Massa      | Williams-Mercedes    | 1:31.373 | 1:30.677 | 1:30.074 | 8    |
| 9                        | 8  | Romain Grosjean   | Haas-Ferrari         | 1:31.691 | 1:30.857 | 1:30.763 | 9    |
| 10                       | 30 | Jolyon Palmer     | Renault              | 1:31.458 | 1:30.899 | 1:31.074 | 10   |
| 11                       | 26 | Daniil Kvyat      | Toro Rosso           | 1:31.531 | 1:30.923 | —        | 11   |
| 12                       | 18 | Lance Stroll      | Williams-Mercedes    | 1:31.748 | 1:31.168 | —        | 12   |
| 13                       | 94 | Pascal Wehrlein   | Sauber-Ferrari       | 1:31.995 | 1:31.414 | —        | 13   |
| 14                       | 31 | Esteban Ocon      | Force India-Mercedes | 1:31.774 | 1:31.684 | —        | 14   |
| 15                       | 14 | Fernando Alonso   | McLaren-Honda        | 1:32.054 | S/Tempo  | —        | 15   |
| 16                       | 55 | Carlos Sainz Jr.  | Toro Rosso           | 1:32.118 | —        | —        | 16   |
| 17                       | 2  | Stoffel Vandoorne | McLaren-Honda        | 1:32.313 | —        | —        | 17   |
| 18                       | 11 | Sergio Pérez      | Force India-Mercedes | 1:32.318 | —        | —        | 18   |
| 19                       | 9  | Marcus Ericsson   | Sauber-Ferrari       | 1:32.543 | —        | —        | 19   |
| 20                       | 20 | Kevin Magnussen   | Haas-Ferrari         | 1:32.900 | —        | —        | 20   |
| Tempo dos 107%: 1:37.170 |    |                   |                      |          |          |          |      |
| Fonte:                   |    |                   |                      |          |          |          |      |

### Corrida
| Pos.   | Nu. | Piloto            | Construtor           | Voltas | Tempo/Retirado    | Grid | Pontos |
| ------ | --- | ----------------- | -------------------- | ------ | ----------------- | ---- | ------ |
| 1      | 5   | Sebastian Vettel  | Ferrari              | 57     | 1:33:53.373       | 3    | 25     |
| 2      | 44  | Lewis Hamilton    | Mercedes             | 57     | +6.660            | 2    | 18     |
| 3      | 77  | Valtteri Bottas   | Mercedes             | 57     | +20.397           | 1    | 15     |
| 4      | 7   | Kimi Räikkönen    | Ferrari              | 57     | +22.475           | 5    | 12     |
| 5      | 3   | Daniel Ricciardo  | Red Bull-TAG Heuer   | 57     | +39.346           | 4    | 10     |
| 6      | 19  | Felipe Massa      | Williams-Mercedes    | 57     | +54.326           | 8    | 8      |
| 7      | 11  | Sergio Pérez      | Force India-Mercedes | 57     | +1:02.606         | 18   | 6      |
| 8      | 8   | Romain Grosjean   | Haas-Ferrari         | 57     | +1:14.865         | 9    | 4      |
| 9      | 27  | Nico Hülkenberg   | Renault              | 57     | +1:20.188         | 7    | 2      |
| 10     | 31  | Esteban Ocon      | Force India-Mercedes | 57     | +1:35.711         | 14   | 1      |
| 11     | 94  | Pascal Wehrlein   | Sauber-Ferrari       | 56     | +1 Volta          | 13   |        |
| 12     | 26  | Daniil Kvyat      | Toro Rosso           | 56     | +1 Volta          | 11   |        |
| 13     | 30  | Jolyon Palmer     | Renault              | 56     | +1 Volta          | 10   |        |
| 14     | 14  | Fernando Alonso   | McLaren-Honda        | 54     | +3 Voltas         | 15   |        |
| Ret    | 9   | Marcus Ericsson   | Sauber-Ferrari       | 50     | Câmbio            | 19   |        |
| Ret    | 55  | Carlos Sainz Jr.  | Toro Rosso           | 12     | Colisão           | 16   |        |
| Ret    | 18  | Lance Stroll      | Williams-Mercedes    | 12     | Colisão           | 12   |        |
| Ret    | 33  | Max Verstappen    | Red Bull-TAG Heuer   | 11     | Freios            | 6    |        |
| Ret    | 20  | Kevin Magnussen   | Haas-Ferrari         | 8      | Elétrico          | 20   |        |
| DNS    | 2   | Stoffel Vandoorne | McLaren-Honda        | 0      | Unid. de potência | 17   |        |
| Fonte: |     |                   |                      |        |                   |      |        |

## Voltas na Liderança
- Commons

| Nº de Voltas | Piloto           | Voltas            |
| ------------ | ---------------- | ----------------- |
| 36           | Sebastian Vettel | (14-33) - (42-57) |
| 13           | Valtteri Bottas  | (1-13)            |
| 8            | Lewis Hamilton   | (34-41)           |

## Curiosidades
- Primeira pole position de Valtteri Bottas.
- Primeira pole position finlandesa desde Heikki Kovalainen no Grande Prêmio da Grã-Bretanha de 2008.

## 2017DHLFastest Pit Stop Award

### Resultado
| 1      | 19 | Felipe Massa     | Williams-Mercedes    | 2.34 | 25 |
| 2      | 11 | Sergio Pérez     | Force India-Mercedes | 2.46 | 18 |
| 3      | 3  | Daniel Ricciardo | Red Bull-TAG Heuer   | 2.52 | 15 |
| 4      | 31 | Esteban Ocon     | Force India-Mercedes | 2.66 | 12 |
| 5      | 5  | Sebastian Vettel | Ferrari              | 2.70 | 10 |
| 6      | 77 | Valtteri Bottas  | Mercedes             | 2.71 | 8  |
| 7      | 18 | Lance Stroll     | Williams-Mercedes    | 2.74 | 6  |
| 8      | 33 | Max Verstappen   | Red Bull-TAG Heuer   | 2.97 | 4  |
| 9      | 14 | Fernando Alonso  | McLaren-Honda        | 2.99 | 2  |
| 10     | 55 | Carlos Sainz Jr. | Toro Rosso           | 3.14 | 1  |
| Fonte: |    |                  |                      |      |    |

### Classificação
| Tabela do DHL Fastest Pit Stop Award \| Pos \| Construtor \| Pontos \| Var \| \| --- \| -------------------- \| ------ \| --- \| \| 1 \| Williams-Mercedes \| 96 \| 0 \| \| 2 \| Red Bull-TAG Heuer \| 52 \| 0 \| \| 3 \| Force India-Mercedes \| 48 \| 3 \| \| 4 \| Ferrari \| 41 \| 1 \| \| 5 \| Mercedes \| 35 \| 1 \| \| 6 \| Toro Rosso \| 23 \| 1 \| \| 7 \| Haas-Ferrari \| 6 \| 0 \| \| 8 \| McLaren-Honda \| 2 \| 1 \| \| 9 \| Sauber-Ferrari \| 0 \| 1 \| \| 10 \| Renault \| 0 \| 0 \| |                      |        |     |
| Pos | Construtor           | Pontos | Var |
| 1 | Williams-Mercedes    | 96     | 0   |
| 2 | Red Bull-TAG Heuer   | 52     | 0   |
| 3 | Force India-Mercedes | 48     | 3   |
| 4 | Ferrari              | 41     | 1   |
| 5 | Mercedes             | 35     | 1   |
| 6 | Toro Rosso           | 23     | 1   |
| 7 | Haas-Ferrari         | 6      | 0   |
| 8 | McLaren-Honda        | 2      | 1   |
| 9 | Sauber-Ferrari       | 0      | 1   |
| 10 | Renault              | 0      | 0   |

## Tabela do campeonato após a corrida
Somente as cinco primeiras posições estão incluídas nas tabelas.
| Pos | Piloto           | Pontos | Var |
| --- | ---------------- | ------ | --- |
| 1   | Sebastian Vettel | 68     | 0   |
| 2   | Lewis Hamilton   | 61     | 0   |
| 3   | Valtteri Bottas  | 38     | 1   |
| 4   | Kimi Räikkönen   | 34     | 1   |
| 5   | Max Verstappen   | 25     | 2   |

| Pos | Construtor           | Pontos | Var |
| --- | -------------------- | ------ | --- |
| 1   | Ferrari              | 102    | 1   |
| 2   | Mercedes             | 99     | 1   |
| 3   | Red Bull-TAG Heuer   | 47     | 0   |
| 4   | Force India-Mercedes | 17     | 1   |
| 5   | Williams-Mercedes    | 16     | 1   |